# Marciano (cantor)
José Marciano (Paulistânia, 1 de abril de 1945 — São Caetano do Sul, 18 de janeiro de 2019), conhecido como O Inimitável ou simplesmente Marciano, foi um cantor brasileiro de música sertaneja. Dono de uma voz inconfundível, também foi compositor, e junto a outros poetas da música popular, foi responsável por grandes sucessos como "Fio de Cabelo", "Crises de Amor", "As Paredes Azuis", "Menina Escuta Meu Conselho", entre outros. Na dupla com João Mineiro, Marciano alcançou o auge da carreira com os sucessos "Seu Amor Ainda é Tudo" e "Ainda Ontem Chorei de Saudade". Em 2016, o cantor formou uma dupla com Milionário, que também perdeu seu parceiro José Rico, falecido em 2015.

## Biografia

### Início de vida
Segundo sua irmã, José Marciano nasceu em Paulistânia, em 1 de abril de 1945, e passou a infância em Bauru.

### Morte
Marciano faleceu após sofrer um infarto fulminante enquanto dormia em sua casa, em São Caetano do Sul, por volta das 2h da madrugada do dia 18 de janeiro de 2019.

## Carreira
Começou cantando ainda criança com o pai em festas religiosas. Na adolescência, passou a apresentar-se em programas de rádio e televisão de sua região. 

### 1973–1993: João Mineiro & Marciano
Na década de 1970, conheceu João Mineiro na região metropolitana de São Paulo. Com ele, formou a dupla João Mineiro & Marciano e fez grande sucesso entre os anos 1970 e 1990, com músicas como “Ainda Ontem Chorei de Saudade”, “Seu Amor Ainda É Tudo”, “Aline”, “Se Eu Não Puder Te Esquecer”, entre outras, muitas delas composições suas. A dupla João Mineiro & Marciano vendeu cerca de 10 milhões de discos, tendo 10 conquistado o disco de ouro, 5 conquistado o disco de platina e 2 de platina duplo, além de realizar uma turnê pelos Estados Unidos e comandar um programa semanal no SBT, nos anos 1980.  Em 1993, separou-se de João Mineiro e iniciou carreira solo.

### 1977–2019: Carreira solo e composições
Durante a carreira, teve cerca de 150 composições suas gravadas por si mesmo e também por outros artistas sertanejos, entre elas, sucessos como “Crises de Amor”, “No Mesmo Lugar (Coisa Estranha)”, “Esta Noite Como Lembrança”, “As Paredes Azuis” e “A Bailarina”. Em 1977, Zico & Zéca gravaram sua música “Vou Levar Você”, no LP Minha Graciosa.
Em 1979, teve a música “Pensando em Voltar”, parceria com Darci Rossi, gravada por Chitãozinho & Xororó no LP 60 Dias Apaixonado. Em 1980, Industrial & Fazendeiro gravaram “Você é Mais Forte Que Eu”, sua e de Darci Rossi, no LP Corrida de Ouro – Vol. 3. Em 1982, teve a música “Por Trinta Dias”, parceria com Darci Rossi, gravada pela dupla Cezar & Paulinho no LP Coração Marcado. No mesmo ano, outra parceria sua com Darci Rossi, “Podes Me Negar”, foi gravada por Pedro Bento & Zé da Estrada no LP Serenata do Amor.
Em 1983, sua parceria com Darci Rossi, “Fio de Cabelo”, foi gravada pela dupla Chitãozinho & Xororó e tornou-se um marco ao ser uma das primeiras músicas sertanejas a fazer sucesso no Brasil todo. No mesmo ano, o Trio Parada Dura gravou “Nossas Brigas”, parceria sua com Mangabinha e Waldemar de Freitas Assunção no LP Luz da Minha Vida. Em 1989, teve sua música “Vou Tirar Você Daqui”, parceria com Darci Rossi, gravada por Junio & Júlio no LP Junio e Julio Vol. 7. No mesmo ano, teve sua parceria com Waldemar de Freitas Assunção, “Sozinho na Estrada”, gravada por Milionário & José Rico no LP da trilha sonora do filme Sonhei com Você, protagonizado por esta mesma dupla. Em 1990, seu principal parceiro em composições, Darci Rossi, gravou uma parceria dele com Marciano, “Vinho Rosé”.
Dessa forma, gravou 10 discos de carreira, e fez sucesso com músicas como “Massachussetts”, de Barry Gibb-Maurice e Gibb-Robin Gibb, com versão de Tony, Edy e Waldir dos Santos, “Paixão Proibida”, e “Champanhe”. Em 1998, seu sucesso “Miragem” integrou a trilha sonora da novela Estrela de Fogo, exibida pela Rede Record.
Em 2004, foi indicado ao prêmio Grammy Latino na categoria Melhor Disco de Música Romântica, com o CD Meu Ofício é Cantar, gravado ao vivo e lançado pela gravadora Atração. Em 2009, lançou seu primeiro DVD ao vivo, Marciano Inimitável, comemorando 15 anos de carreira solo. O disco foi produzido por ele mesmo e teve participações especiais de Rick & Renner, Darci Rossi, Teodoro & Sampaio, Matogrosso & Mathias, Dani & Danilo e Milionário & José Rico. Sua composição “Fio de Cabelo”, em parceria com Darci Rossi, desde os anos 1980 é uma das músicas mais regravadas do estilo sertanejo e tornou-se uma referência do segmento a partir dos anos 2000. Entre mais de 40 nomes que já gravaram a música, estão Bruno & Marrone, Fábio Júnior, Chitãozinho & Xororó, Tinoco & Zé Paulo, Ivan Villela, Zezé Di Camargo & Luciano e Leonardo.
Desde 1993 esteve em carreira solo, e em 1998 lançou o CD Encontros – o primeiro da sua carreira solo, onde teve a participação de grandes cantores como Matogrosso, Perla, Sérgio Reis, Chitãozinho & Xororó e Alan & Aladim.
Em 2016, Marciano formou dupla com Milionário, da dupla Milionário & José Rico, que se chamava Milionário & Marciano, e eram empresariados por Sorocaba, da dupla Fernando & Sorocaba.

## Controvérsias

### Processo contra o filho
Em 2016, Marciano processou o filho, Fabiano Martins, que também é cantor, por danos morais e pediu uma indenização de R$ 20 mil. Em entrevista ao EGO, Fabiano contou que o motivo seria uma publicação que ele fez em seu Facebook no dia 12 de abril, em que diz que o pai nunca o aceitou e o chama de mau-caráter. “Meu pai nunca se preocupou se estou bem ou mal e muito menos quis um dia conhecer seu neto, que é meu filho. O que me chama a atenção é hoje ele estar indo pra mídia e mostrando o lado bonzinho dele e enganando o Brasil todo como um cara fora de série. Por que ele não vai pra mídia e fala que ele bloqueou seu próprio filho de todas as suas redes sociais? Por que ele não fala pra mídia que ele barrou seu próprio filho no seu show? Por que ele não diz a mídia que enganou seu filho dizendo dar uma oportunidade e isso se faz oito anos e até agora nada? (..) Pra mim um pai que rejeita e nega seu próprio filho é ser mau-caráter”, diz parte da postagem.
Fabiano disse que descobriu o processo sem querer, quando teve um financiamento rejeitado para comprar um carro. “Falei com um amigo meu do Serasa que disse que eu tinha um processo. Ele falou: ‘O autor do processo é um tal de José Marciano, você conhece?’. ‘É meu pai, cara’”, conta o cantor, que tentou entrar em contato com o pai: “Mas ele mudou de telefone, não consegui”.
Procurada pelo EGO, a assessoria de imprensa de Marciano mandou um comunicado, lembrando que Ruth Martins, mãe de Fabiano, pediu pela primeira vez o exame de DNA em 1997, no Ratinho Livre, da Record. “O exame foi realizado sem qualquer resistência por parte de Marciano que prontamente aquiesceu à necessidade. Com a mudança de Ratinho para o SBT pouco tempo depois da citada reportagem, não houve confronto dos resultados tampouco solução quanto à evidência do teste”, diz o comunicado.
Anos depois, em 2014, Fabiano e Ruth procuraram o programa Balanço Geral, da Record, e um novo DNA foi pedido e a paternidade comprovada. “Marciano, ciente deste laço consanguíneo, escolheu estreitar o seu lar a Fábio com o fim de ampliar a convivência e fazê-lo membro da família. Este chegou a frequentar a casa de Marciano alguns meses, experimentando inclusive a reunião gratificante de Natal junto não apenas de Marciano, mas de toda a família que o acolheu com a sensibilidade fraternal que a situação solicita”.
Segundo o comunicado, foi Fabiano que se afastou do pai: “O ponto grave da questão é que Fábio Martins, de forma mais evidente a partir de 2013 até o momento, vem fazendo inúmeras citações que remetem o cantor Marciano à exposição de expedientes vexatórios e extremamente desagradáveis, algumas das menções exibindo cunho leviano, envolvendo até familiares diretos de Marciano e estão anotadas principalmente nas redes sociais (Facebook), a desserviço da ética e da moral".
Em 2018, após ser reconhecido como filho de Marciano, Fabiano Martins fez um desabafo durante o programa Superpop, de Luciana Gimenez. Segundo o rapaz, ele não vai abrir mão da herança que tem direito e disse que está muito magoado com o famoso e a família dele. “Nem de pai dá pra chamar mais ele. Pede R$ 20 mil de indenização, ao invés de pedir perdão para mim, recorre, e vai perder de novo”, disse. Ele se referia à ação por danos morais movida por Marciano no ano anterior. “Depois que me tornei herdeiro dele, pegou mais ódio ainda. Nunca fui atrás de 1 real do meu pai, mas não vou abrir mão da herança, tenho o mesmo direito da filha dele”, desabafou.
Mesmo com a mágoa, ele disse que não se importa de conversar com o pai. No entanto, ele já não vê mais possibilidade. “Eu já perdi a esperança dele se reaproximar mas se acontecer, a gente conversa”, disse.

## Discografia
Com a dupla João Mineiro & Marciano
- 1973 - Filha de Jesus - Chororó
- 1974 - A Procura da Paz - Chororó
- 1975 - Chorarei ao Amanhecer - Chororó
- 1976 - Os Inimitáveis - Volume 4 - Chororó
- 1978 - Os Inimitáveis - Volume 5 - Chororó
- 1979 - Filho de Jesus - Chororó
- 1980 - Os Inimitáveis - Volume 7 - Chororó
- 1981 - Esta Noite Como Lembrança - K-Tel
- 1983 - Viciado em Você - Copacabana
- 1984 - Amor e Amizade (Dia Sim, Dia Não) - Copacabana
- 1986 - João Mineiro & Marciano - Volume 11 - Copacabana
- 1988 - João Mineiro & Marciano - Volume 12 - Copacabana
- 1989 - João Mineiro & Marciano - Volume 13 - Copacabana
- 1990 - Saudade - Copacabana
- 1990 - Tarde Demais Para Esquecer - Polygram
- 1991 - Pra Não Pensar Em Você - Polygram
- 1992 - Dois Apaixonados - Polygram

Carreira solo
- 1993 - Gostosa Mania - Polygram
- 1994 - Fica Comigo - Polygram
- 1998 - Encontros - EMI
- 2000 - O Melhor de Tua Vida - Máxima Music
- 2003 - Meu Ofício é Cantar - Atração
- 2008 - Inimitável - Atração
- 2009 - Inimitável - 15 Anos de Carreira Solo - Atração
- 2013 - O Melhor de Marciano - Atração
- 2014 - Inimitável - In Concert - Radar Records

Com a dupla Milionário & Marciano
- 2016 - Lendas Ao Vivo - FS Music